# Масамічі Ябукі
Масамічі Ябукі (нар. 9 липня 1992) — японський боксер-професіонал , чемпіон світу який володіє титулом IBF у найлегшій вазі (2025-н.ч.) та у першій найлегшій , раніше володів титулом WBC у першій найлегшій вазі з 2021 по 2022 рік.

## Професійна кар'єра

### Рання кар'єра
Ябукі дебютував на професійному рівні проти Шохея Хорія 27 березня 2016 року. Він виграв бій технічним нокаутом у першому раунді. Протягом наступних двох років його рекорд становив 7–3, зокрема програв 23 грудня 2016 року Хунто Накатані одностайним рішенням суддів  і Даніелю Мателлону 28 вересня 2018 року .
Ябукі виграв свої наступні три поєдинки, переміг Бе Мін-Чула, Рюто Охо та Рікіто Шиби, перш ніж він мав зустрітися з Цуйоші Сато за вакантний титул японського чемпіона в першій найлегшій вазі 26 липня 2020 року. Ябукі зупинив Сато лівим хуком , ближче до кінця першого раунду.  Він провів свій перший захист титулу проти Тошімаси Оучі 26 грудня 2020 року. Ябукі виграв бій одноголосним рішенням суддів.